# ماگنه هاونا
ماگنه هاونا (نروژی: Magne Havnå؛ ۱۶ سپتامبر ۱۹۶۳ – ۲۹ مهٔ ۲۰۰۴) بوکسور اهل نروژ بود.